# زک آلی
زک آلی (انگلیسی: Zac Aley؛ زادهٔ ۱۷ اوت ۱۹۹۱) بازیکن فوتبال اهل بریتانیا است.
از باشگاه‌هایی که در آن بازی کرده‌است می‌توان به باشگاه فوتبال مکلسفیلد تاون، باشگاه فوتبال نورتویچ ویکتوریا، باشگاه فوتبال ساوتپورت، و باشگاه فوتبال بلکبرن روورز اشاره کرد.